# Helina almeriensis
Helina almeriensis är en tvåvingeart som först beskrevs av Gabriel Strobl 1906.  Helina almeriensis ingår i släktet Helina och familjen husflugor. Inga underarter finns listade i Catalogue of Life.